# 绒毛戴星草
绒毛戴星草（学名：Sphaeranthus indicus）为菊科戴星草属的植物。分布于非洲的马达加斯加、亚洲热带地区、澳大利亚以及中国大陆的云南等地，生长于海拔700米至1,000米的地区，一般生于草地、河边沙滩以及灌丛中，目前尚未由人工引种栽培。